# Pseudautomeris grammivora
Pseudautomeris grammivora is een vlinder uit de familie nachtpauwogen (Saturniidae), onderfamilie Hemileucinae.
De wetenschappelijke naam van de soort is voor het eerst geldig gepubliceerd door Jones in 1908.